# カーン郡 (カリフォルニア州)
カーン郡（英: Kern County）は、アメリカ合衆国カリフォルニア州セントラルバレー南部に位置する郡である。1866年に設立された。郡庁所在地は1874年以来ベーカーズフィールド市である（当初の郡庁所在地はベーカーズフィールドとテハチャピとの間の山岳部にある元鉱山町ハビラだった）。シエラネバダ山脈の東部南斜面から東にモハーヴェ砂漠に拡がり、インディアンウェルズ・バレーやアンテロープ・バレーの部分も含み、広さはニュージャージー州の大きさに相当している。シエラネバダ山脈からはサンホアキン・バレーの平面部を横切り、海岸山脈の一部であるテンブラー山脈の東端まで拡がっている。郡の南部はテハチャピ山地の丘陵部にまで伸びている。人口は90万9235人（2020年）。
郡の経済基盤はまず農業があり、また石油、天然ガス、水力発電、風力発電および地熱発電ではかなりの生産量がある。2009年時点で州内で生産している油井52,144施設のうち、81%がカーン郡内にあり、州内では最も石油生産量が多い。アメリカ合衆国国内で見ても石油生産量の10分の1を生産しており、国内最大級の油田5か所のうちの3か所が郡内にある。鉱物資源も豊富であり、金、ホウ酸塩およびケルナイトが産出される。ホウ砂を掘削する州内最大の露天掘り鉱山が郡内のボロンにある。風力発電では2014年1月現在でアルタウインドエナジーセンターは世界最大の風力発電施設となっている。
防衛関係の施設としてはエドワーズ空軍基地とチャイナ湖海軍航空武器基地がある。郡政府が運営するモハーヴェ・スペースポートも郡内にある。

## 歴史

### 初期
カーン郡は1769年にスペインが領有を主張した。1772年、司令官ドン・ペドロ・ファヘスがこの地域に入った最初のヨーロッパ人となった。その遠征隊はグレープバインキャニオンを抜けてこの地域に入った（後にアメリカ国道99号線と州間高速道路5号線となった山岳路）。1834年にウォーカー峠が発見され、冬でも雪に閉ざされない数少ない経路なのでシエラネバダ山脈越えの重要な道となっている。
カーン郡は1866年に創設され、この時の郡庁は現在放棄されている鉱山町ハビラに置かれた。当初は山岳の鉱山と砂漠があるだけだった。サンホアキン・バレーは湿地、湖、湿地性の葦原、およびマラリアのような病気のために住むことができず通過もできないと考えられていた。開拓者達はこの土地を農業用に排水し、灌漑のためにほとんどが中国人労働者の手掘りで運河を建設し始めたときに、この状況が変わった。それから10年も経たないうちにサンホアキン・バレーの重要性が経済面で鉱業地帯を上回り、1874年に郡庁所在地もハビラからベーカーズフィールドに移された。
鉱山師を襲った後のインディアン（大半はモハーヴェ族とパイユート族）と山岳部に侵入してくる開拓者の間の緊張関係は、幾つかの衝突によって著しく高まった。
他の部族との関係は比較的協調的だった。ハイドゥー族はエドワード・ビール将軍の保護下にテホン牧場に住み、ビールと酋長達との関係は良好だった。サンホアキン・バレーのヨクート族は平和を愛し友好的だった。
1824年3月、サンタバーバラ伝道所のチュマシュ族が、伝道所の資産を継承しインディアンを追い出したメキシコ政府に対して反乱を起こし、サンエミグディオの戦いが起こった。モントレーから来たカルロス・カリリョの指揮するメキシコ軍との間に、ベーカーズフィールドの南、サンエミグディオ山とブルーリッジから流れ出るサンエミグディオ・クリークのある峡谷でこの戦闘が起こった。この戦闘による損失はインディアン側で4名の戦死者を出しただけであり、残ったインディアンは追跡を受けたが、交渉によって多くの者が武器を携行したまま山越えで戻ることを認められ、休戦に応じて1824年6月にサンタバーバラに戻った。
元アメリカ合衆国大使でアメリカ陸軍の将軍だったエドワード・フィッツジェラルド・ビールがベーカーズフィールド南の山岳部に広大なテホン牧場を設立し所有した。これはメキシコによる特許土地である4つのランチョを統合したものであり、腐敗し無能なメキシコ政府役人に対してカリフォルニアが独立戦争を起こしたときにビールも参加して勝利した後の1846年にこれらの土地を購入した。今日、テホン牧場はカリフォルニア州では最大の私有土地となっている。ビール記念図書館、ビール・アベニュー、ジェネラルビール道路、ビール記念時計塔、ビール公園およびトラクスタン・アベニューは、ビールとその妻および息子のトラクスタンを含む影響力有るビール家に因んで名付けられたものである。
テホン牧場のインディアンは大半がハイドゥー族だったが、土地の住民や、今では居なくなったが牧童達と同化した。レベックの町の直ぐ北、リッジルート（現在は州間高速道路5号線）に隣接して建てられた砦は現在、カリフォルニア州立歴史公園となり、生きている歴史の展示や南北戦争の再現が行われている（ただし、この地で南北戦争の戦闘は無かった）。
カーン郡は1866年にロサンゼルス郡とトゥーレアリ郡の部分を併せて設立された。その名前は、1845年にウォーカー峠を越えて入ってきたジョン・C・フレモント将軍の遠征隊で地図作成を担当したエドワード・カーンに因むカーン川の名前を採った。カーン川は当初、フランシスコ・グレイシーズ神父が1776年にこの地域を探検した時にリオブラボー・デ・サンフェリペと名付けられていた。郡設立のときは、ベーカーズフィールドとタフトの間にあった大きな湖で、現在は無くなっているブエナビスタ湖に因みブエナビスタ郡と名付けられるところだった。カーン郡の西半分はセントラルバレーの南端にあたり、1866年の人口に関する報告書では全郡で1万人に満たない不毛で半分は砂漠の土地と見なされていた。

### 20世紀

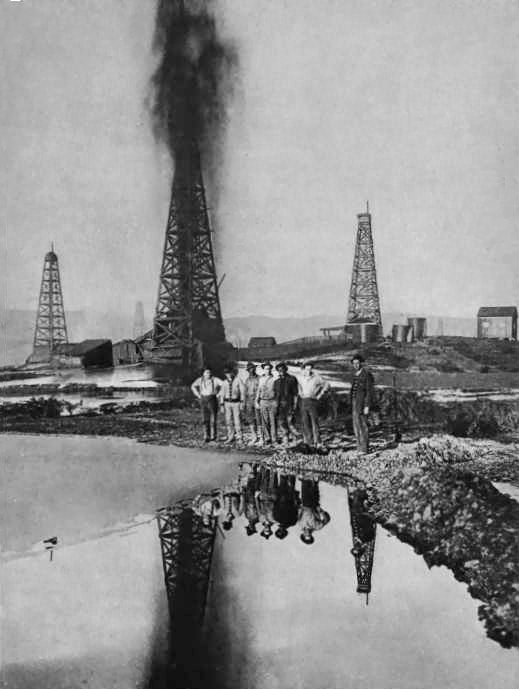
レイクビュー石油噴出

1894年にアメリカ合衆国でも第3位となるミッドウェイ・サンセット油田が発見され、19世紀末に石油開発が始まった。この油田の郡内マリコパに近い南西部で1910年にレイクビュー石油噴出が起こり、アメリカ合衆国の歴史でも最大の石油噴出となった。この油井は最終的に閉栓できるまでの1年半で約900マンバーレル (1,000,000 m3) の原油を噴出させ、周りの景観を一変させた。20世紀初期に発見された郡南西部にあるその他の大規模油田としては、ブエナビスタ油田、サウスベルリッジ油田およびキムリック油田がある。キムリック油田は年間生産量ではカリフォルニア州で最も成長速度の高い油田となっている.。カーン郡の他の地域にある油田では、合衆国第5位のカーン川油田、これに隣接するカーンフロント油田、シエラネバダ山脈の麓でベーカーズフィールドの北北東にあるマウントポソ油田、カーン川の北でベーカーズフィールド市の真下にあるフルートベール油田がある。
カーン郡内に別の大規模なエルクヒルズ油田は、ウォレン・ハーディング大統領の不名誉な汚職事件となったティーポット・ドーム事件に関係することになった。1923年、ハーディング大統領の内務長官アルバート・B・フォールが海軍の備蓄油田の一部の採掘権を公開入札も無しに私企業に渡し、エルクヒルズ油田の場合は個人的な借金と引き換えにしたことが暴露された。この違法取引にはエルクヒルズ油田やワイオミング州のティーポット・ドームの石油が当てられた。1927年の最高裁判所裁定で、エルクヒルズは公的所有に戻し、アメリカ海軍第1石油備蓄所となった。この状態は1997年に内務省がそこをオクシデンタル石油に売却するまで続いた。オクシデンタル石油は現在、カーン郡内の広さ110万エーカー (440,000 km2) の石油生産地を賃借している。
2009年7月22日、オクシデンタル石油はカーン郡で150ないし250万バーレル (18 - 30 万m3) の埋蔵石油を発見したと報道した。これはこの35年間でカリフォルニア州最大の発見だと言っている。この発見によりカリフォルニア州の石油埋蔵量は10%増加した。オクシデンタル石油のレイ・イラニはこの発見のあった当初の油井6本以外で、この地域でさらに多くの石油が発見される可能性があると語った。オクシデンタル石油はその所見の正確な位置を明かさなかったが、その3分の2は天然ガスである。石油産業ウェブサイトのBNETは、この発見はオクシデンタル石油の既存埋蔵量708万バーレル (93 万m3) に追加されるものだとしている。オクシデンタル石油は発見があったカーン郡の借地の80%を所有しており、カリフォルニア州に本社を置くシェブロンが残りの20%を持っている。業界のインサイダーはオクシデンタル石油がカーン郡から借りている土地で発見された石油は1バーレル当たり僅か10ドル（1リットル当たり8.4セント）の費用で生産できると語っている。
1952年7月21日、ベーカーズフィールドの南約23マイル (37 km) を震源とする地震が起こり、カーン郡の震度はマグニチュード7.3を記録し、12人が死亡、18人が負傷、被害総額は6,000万ドル以上と推計された。このカーン郡地震と呼ばれるものは、1857年のテホン砦地震、1872年のローンパイン地震以来となる南カリフォルニアでは最大の地震となった。大きな揺れはカリフォルニア州全州やアリゾナ州のフェニックス、ネバダ州リノでも感知された。ロサンゼルス市では停電を起こすくらい揺れが強かった。その後も余震が続き、そのうち少なくとも20回はマグニチュード5.0以上だった。この地震はホワイトウルフ断層で起こり、カリフォルニア州の歴史の中では1906年のサンフランシスコ地震と1872年のローンパイン地震に次いで3番目の大きさだった。
アメリカ空軍の試験飛行施設であるエドワーズ空軍基地が郡内にあり、最初の超音速飛行やスペースシャトルの最初の着陸など多くの画期的な出来事が起こってきた。この基地があることでモハーヴェやロザモンドのような鉄道町を繁栄させてきた。カーン郡にはアメリカ合衆国では最初の内陸部宇宙船基地であるモハーヴェ宇宙船基地がある。またリッジクレストにはチャイナレイク海軍航空武器基地があり、多くの海軍用武器が開発され試験されてきている。
1983年から1986年、幾つかの児童性的虐待に関する告発が郡内で起こった。これらは長期の量刑判決となり、検察官が子供から虚偽の証言を引き出していたとされて、その全てが僅かな期間後に逆転判決となった。カーン郡におけるこの種裁判は北アメリカやそれ以外での類似裁判の始まりとなった。
2008年6月半ば、カーン郡事務官が市民の結婚式典を全て中止すると宣言した。郡は予算と要員の制約を理由にしている。郡の弁護士が事務官のアン・ベネットに同性結婚を拒否できないと伝えたので、この決断に繋がったとサンフランシスコ・クロニクルが報じた。

## 地理
アメリカ合衆国国勢調査局に拠れば、郡域全面積は8,161平方マイル (21,137 km2)であり、このうち陸地は8,141平方マイル (21,085 km2)、水域は20平方マイル (53 km2)で水域率は0.25%である。大陸アメリカ合衆国の中で面積では3番目に大きな郡である。

### 大気汚染
カーン郡は重大な大気汚染を味わっている。特に冬季は塵埃で視界が悪くなる。郡の西部はサンホアキン・バレー内にあり、地形から汚染物質を閉じ込めやすい。東部でも地形が良くないのは同じだが、塵埃が発生しない地域である。

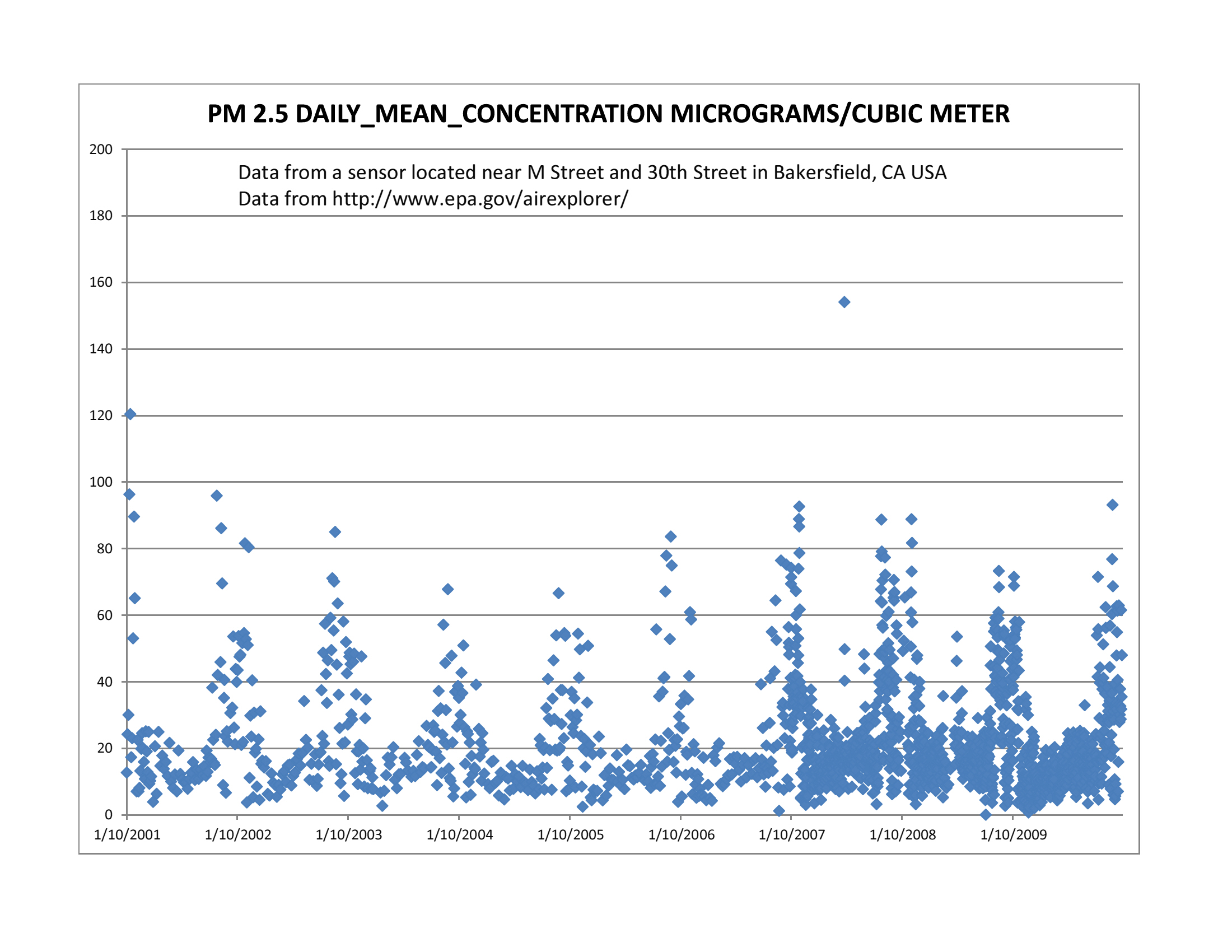
カーン郡の塵埃汚染は季節によって異なっている

### 植物相と動物相
カーン郡内の自然はかなりの部分がシャパラル（常緑の低木から成る生物群系）となっている。しかし、これらシャパラルの中に棲息する生物の多様性はカリフォルニア州の他の地域よりかなり低くなっている。カリフォルニア・ホワイトホーン（植物のセイヨウサンザシ）はシエラネバダ山脈や内陸海岸山脈の岩の多い斜面に棲息するシャパラル特有の種である。カリフォルニア・バッカイ（植物のトチノキ）はシャパラルや森林の双方で見出される著名な樹木であり、その南限がカーン郡内にある。

### 隣接する郡
- ロサンゼルス郡 - 南
- ベンチュラ郡 - 南
- サンタバーバラ郡 - 南西
- サンルイスオビスポ郡 - 西
- モントレー郡 - 北西
- キングス郡 - 北西
- トゥーレアリ郡 - 北
- インヨー郡 - 北東
- サンバーナーディーノ郡 - 東

### 国定自然保護地域
| - ビタークリーク国立野生生物保護区 - カリゾ平原国立保護区（部分） - ジャイアントセコイア国立保護区（部分） |  | - カーン国立野生生物保護区 - ロスパドレス国立の森（部分） - セコイア国立の森（部分） |

## 都市と町

### 人口30万人以上の都市
- ベーカーズフィールド（郡庁所在地）

### 人口5万人以上の都市
- デラノ

### 人口1万人以上の都市
- リッジクレスト
- ワスコ
- アービン
- シャフター
- テハチャピ
- マクファーランド

### 人口1万人以下の都市
- カリフォルニアシティ
- タフト
- マリコパ

### 国勢調査指定地域（CDP）
人口1万人以上のCDP
- オイルデール
- ロザモンド
- ラモント

人口1千人以上のCDP
| - ローズデール - ゴールデンヒルズ - ベアバレースプリングス - モハーヴェ - フォードシティ - レイクイザベラ - ウィードパッチ - ウェルドン - フレーザーパーク - ウォッフォードハイツ - ボロン - ロストヒルズ |  | - サウスタフト - タフトハイツ - ボッドフィッシュ - チャイナレイクエーカーズ - カーンビル - パインマウンテンクラブ - スタリオンスプリングス - レベック - バトンウィロー - ノースエドワーズ - カリエンテ |

人口1千人以下のCDP
| - インヨーカーン - レイク・オブ・ザ・ウッズ - マウンテンメサ - ダスティンエーカーズ - バレーエーカーズ - スキレルマウンテンバレー - オニクス - ダービーエーカーズ - キーン |  | - タップマン - ジョハネスバーグ - マキットリック - メトラー - フェローズ - ランズバーグ - パンプキンセンター - オールドリバー - オールドウェストランチ |

## 交通

### 主要高規格道路
| - 州間高速道路5号線 - アメリカ国道395号線 - カリフォルニア州道14号線 - カリフォルニア州道33号線 - カリフォルニア州道43号線 - カリフォルニア州道46号線 - カリフォルニア州道58号線 - カリフォルニア州道65号線 | - カリフォルニア州道99号線 - カリフォルニア州道119号線 - カリフォルニア州道155号線 - カリフォルニア州道166号線 - カリフォルニア州道178号線 - カリフォルニア州道184号線 - カリフォルニア州道204号線 - カリフォルニア州道223号線 |

### 公共交通
- ゴールデン・エンパイア交通、ベーカーズフィールドとその周辺でバス便を運行
- カーン地域交通、郡全体の都市間バス便を運行
- アムトラックの列車やグレイハウンドとオレンジベルト・ステージズのバスが郡内を走っている

### 空港
- メドウズ飛行場、ベーカーズフィールドにある国際空港かつ一般用途空港 (IATA: BFL)
- モハーヴェ・スペースポート、モハーヴェ (IATA: MHV)
- カリフォルニアシティ市民空港、カリフォルニアシティ (FAA: L71)
- デラノ市民空港、デラノ (IATA: DLO)
- カーンバレー空港、カーンビル (FAA: L05)
- インヨーカーン空港、インヨーカーン (IATA: IYK)
- ロストヒルズ空港、ロストヒルズ (FAA: L84)
- シャフター空港（ミンター飛行場）、シャフター  (IATA: MIT)
- タフト空港、タフト (FAA: L17)
- テハチャピ市民空港、テハチャピ (IATA: TSP)
- ワスコ空港、ワスコ (FAA: L19)

## 人口動態
以下は2000年の国勢調査による人口統計データである。
| 基礎データ - 人口: 661,645人 - 世帯数: 208,652世帯 - 家族数: 156,489家族 - 人口密度: 31人/km2（81人/mi2） - 住居数: 231,564軒 - 住居密度: 11軒/km2（28/mi2） 人種別人口構成 - 白人: 61.60% - アフリカン・アメリカン: 6.02% - ネイティブ・アメリカン: 1.51% - アジア人: 3.37% - 太平洋諸島系: 0.15% - その他の人種: 23.22% - 混血: 4.14% - ヒスパニック・ラテン系: 38.39% - ドイツ系アメリカ人: 8.4% - アイルランド系アメリカ人: 5.7% - 先祖がアメリカ人: 7.2% 主たる言語による人口構成 - 英語: 66.8% - スペイン語: 29.1% - タガログ語: 1.0% | 年齢別人口構成 - 18歳未満: 31.9% - 18-24歳: 10.2% - 25-44歳: 29.8% - 45-64歳: 18.7% - 65歳以上: 9.4% - 年齢の中央値: 31歳 - 性比（女性100人あたり男性の人口） - 総人口: 105.3 - 18歳以上: 105.3 世帯と家族（対世帯数） - 18歳未満の子供がいる: 42.2% - 結婚・同居している夫婦: 54.6% - 未婚・離婚・死別女性が世帯主: 14.5% - 非家族世帯: 25.0% - 単身世帯: 20.3% - 65歳以上の老人1人暮らし: 7.8% - 平均構成人数 - 世帯: 3.03人 - 家族: 3.50人 収入と家計 - 収入の中央値 - 世帯: 35,446米ドル - 家族: 39,403米ドル - 性別 - 男性: 38,097米ドル - 女性: 25,876米ドル - 人口1人あたり収入: 15,760米ドル - 貧困線以下 - 対人口: 20.8% - 対家族数: 16.8% - 18歳未満: 27.8% - 65歳以上: 10.5% |

カリフォルニア州の人口中心がカーン郡バトンウィローの町にある。

### 文化の緊張関係
同性の結婚を合法化したことでゲイのカップルが結婚許可証を受け取ることができると知らされた後、郡はあらゆる結婚式典を止めると宣言したが、法で要求される結婚許可証は発行するとしている。非同性愛者と同性愛者の双方に式典を用意する原資がないと郡当局は主張した。他の郡の事務官は「ゲイとレズビアンに対するお粗末に偽装した差別」とこの処置を位置付けた。

## 政治
郡はアメリカ合衆国大統領および連邦議会選挙で共和党の強い地盤である。民主党が多数を取ったのは1964年のリンドン・B・ジョンソンが最後だった。
アメリカ合衆国下院議員の選挙ではカリフォルニア州第20選挙区および第22選挙区の一部であり、第20区は民主党議員が、第22区は共和党議員が務めている。カリフォルニア州議会下院議員の選挙では、第30、32、34および第37選挙区に入っている。第30、32、および34選挙区は共和党議員が占めている。カリフォルニア州議会上院議員の選挙では、第16および第18選挙区に入っている。第16区は民主党、第18区は共和党議員がそれぞれ務めている。
2008年の命題8に関する住民投票で郡内投票者の75.5%は法案に賛成した。これは同性同士の結婚を禁止するためのカリフォルニア州憲法修正案だった。
郡内の政治は5人の委員による管理委員会が行っている。委員は郡を5つの選挙区に分け、それぞれから1人が選ばれている。
カリフォルニア州州務省によれば、カーン郡には2008年4月時点で283,732人の登録有権者が居る。このうち 131,878人 (46.5%)は共和党を、101,580人 (35.8%)は民主党を、10,752人 (3.8%)は他の政党を支持し、39,522人 (13.9%)は支持政党を表明しなかった。ベーカーズフィールド、カリフォルニアシティ、マリコパ、リッジクレスト、タフト、テハチャピ、および未編入国勢調査指定地域は多数あるいは過半数が共和党を支持し、郡内の他の市町村は民主党を支持している。

## レクリエーション
カーン郡の地形はアウトドア活動にとって大変多様な外観を呈している。アウトドア活動としては、乗馬、水上スキー（ブエナビスタ湖、ミン湖、および私有のスキーランチ）、オフロード自転車と砂丘バギー（ジョーボーン・キャニオン、カリフォルニアシティおよびランズバーグ）、自動車レース（ウィロースプリングス、バトンウィロー、ベーカーズフィールド・スピードウェイ、ファモソおよび建設中で名前がまだ無いスピードウェイ）、狩猟、ペイントボールコース、急流筏乗り、オリンピック並のカヤック、スキー（シャーリー・メドウズ）、射撃（5ドッグズ・クリーク・レンジ）、ハイキング、自転車乗り、キャンピング、釣りなどがある。

## 石油生産
今日、郡の西部は石油産業と関連づけられることが多いが、カーン郡の石油生産を大きく変えたのは、1899年に現在の巨大なカーン川油田の一部であるカーン川沿いベーカーズフィールド地域で油田が発見されたことだった。現在の郡内石油生産量はカリフォルニア州内陸での生産量の4分の3以上になっている。石油は郡が設立される以前からこの地域で精製された。1864年にブエナビスタ石油会社が組織化され法人化された。その後間もなく精製所が建設されたが、運送費が高かったために1867年4月に運転を止めた。
カーン川油田の発見は1899年に手掘りによるものだった。それから間もなくオイルシティ、オイル・センターおよびオイルデールの町が建設された。
カー郡内で現在も稼働している大型油田は以下の通りである。
- ブエナビスタ油田
- キムリック油田
- エルクヒルズ油田
- フルートベール油田
- カーンフロント油田
- カーン川油田
- ロストヒルズ油田
- マキットリック油田
- ミッドウェイ・サンセット油田
- マウンテンビュー油田
- マウントポソ油田
- ノースベルリッジ油田
- ラウンドマウンテン油田
- サウスベルリッジ油田

## メディア

### 新聞
- ベーカーズフィールド。カリフォルニアン 、ベーカーズフィールド、郡北部と西部
- ザ・マウンテン・エンタプライズ、郡山岳地の南西部
- モハーヴェデザート・ニューズ 、郡砂漠地域の東部
- ゼ・デイリー・インデペンデント 、リッジクレスト、チャイナレイク、インディアンウェルズ・バレー
- ザ・カーン・バレー・サン、カーン・バレー地域
- ザ・テハチャピ・ニューズ、テハチャピ
- ベーカーズフィールド・ニューズ、ベーカーズフィールド
- ミッドウェイ・ドリラー・ニューズペーパー、タフト

## 犯罪
郡保安部の報告書に犯罪統計は以下のようになっている。
- 殺人: 28件
- 強姦: 134件
- 強盗: 339件
- 加重暴行: 1,190件
- 夜盗: 3,260件
- 窃盗: 6,926件
- 自動車窃盗: 2,009件